# Unisport-Budstar Kijów
Unisport-Budstar Kijów (ukr. Міні-Футбольний Клуб «Уніспорт-Будстар» Київ, Mini-Futbolnyj Kłub "Unisport-Budstar" Kyjiw) – ukraiński klub futsalu z siedzibą w Kijowie, występujący w latach 1998-2001 w futsalowej Wyższej lidze Ukrainy.

## Historia
Chronologia nazw:
- 199?–1998: Unisport Kijów (ukr. «Уніспорт» Київ)
- 1998–2001: Unisport-Budstar Kijów (ukr. «Уніспорт-Будстар» Київ)

Na początku lat 90. XX wieku został założony klub futsalowy Unisport Kijów. W 1994 klub debiutował w Pierwszej Lidze. W 1998 pierwszoligowy zespół połączył się z drugoligowym klubem Budstar Kijów i otrzymał nazwę Unisport-Budstar Kijów. W 1998 drużyna debiutowała w Wyższej lidze. 
W 2001 roku osiągnął swój pierwszy najwyższy sukces - mistrzostwo Ukrainy, ale z przyczyn finansowych klub zrezygnował z dalszych rozgrywek w najwyższej klasie rozgrywek ukraińskiego futsalu.

## Sukcesy
Sukcesy krajowe
- Mistrzostwo Ukrainy:
  - 1 miejsce (1x): 2000/01

- Puchar Ukrainy:
  - ćwierćfinalista (1x): 2000/01